# Indústria de semicondutores
A indústria de semicondutores é o conjunto de empresas envolvidas no projeto e fabricação de semicondutores e dispositivos semicondutores, como transistores e circuitos integrados. Foi formada por volta de 1960, quando a fabricação de dispositivos semicondutores se tornou um negócio viável. Desde então, a receita anual de vendas de semicondutores da indústria cresceu para mais de US$ 481 bilhões, em 2018. A indústria de semicondutores é, por sua vez, a força motriz por trás da indústria eletrônica mais ampla, com vendas anuais de eletrônicos de potência de US$216 bilhões em 2011, as vendas anuais de eletrônicos de consumo deverão atingir US$2.9 trilhões até 2020, as vendas da indústria de tecnologia deverão atingir $5 trilhões em 2019, e o comércio eletrônico com mais de $29 trilhões em 2017. Em 2019, 32,4% do segmento de mercado de semicondutores era para redes e dispositivos de comunicação.
Em 2021, as vendas de semicondutores atingiram um recorde de US$ 555,9 bilhões, um aumento de 26,2%, com as vendas na China atingindo US$ 192,5 bilhões, de acordo com a Semiconductor Industry Association. Um recorde de 1,15 trilhão de unidades de semicondutores foram enviadas no ano civil. Os semicondutores devem atingir US$ 726,73 bilhões até 2027.

## Estrutura da indústria
A indústria global de semicondutores é dominada por empresas dos Estados Unidos, Taiwan, Coreia do Sul, Japão e Países Baixos.

Exportação de circuitos integrados eletrônicos por país ou região a partir de 2016, pela classificação comercial HS4.

Exportação de semicondutores discretos a partir de 2016, pelos Sistemas Harmonizados de Descrição e Codificação de Mercadorias das Nações Unidas 4

As características únicas da indústria incluem o crescimento contínuo, mas num padrão cíclico com elevada volatilidade. Embora o atual crescimento médio anual da indústria de semicondutores nos últimos 20 anos seja da ordem dos 13%, isto tem sido acompanhado por uma volatilidade do mercado igualmente acima da média, que pode levar a oscilações cíclicas significativas, se não dramáticas.
Ao mesmo tempo, a taxa de melhoria constante do preço-desempenho na indústria de semicondutores é impressionante. Como consequência, as mudanças no mercado de semicondutores não só ocorrem de forma extremamente rápida, mas também antecipam mudanças nas indústrias que evoluem a um ritmo mais lento. A indústria de semicondutores é amplamente reconhecida como um importante impulsionador e facilitador de tecnologia para toda a cadeia de valor da eletrônica.
A indústria é baseada no modelo de fundição, que consiste em fábricas de semicondutores (foundries) e operações de projeto de circuitos integrados, cada uma pertencente a empresas ou subsidiárias separadas. Algumas empresas, conhecidas como fabricantes de dispositivos integrados, projetam e fabricam semicondutores. Em 2021, apenas três empresas eram capazes de fabricar os semicondutores mais avançados: TSMC de Taiwan, Samsung da Coreia do Sul e Intel dos Estados Unidos. Parte disso se deve aos altos custos de capital na construção de fundições. A mais recente fábrica da TSMC, capaz de fabricar semicondutores de processo de 3 nm e concluída em 2020, custou US$ 19,5 bilhões.

## Vendas de semicondutores

### Receita das vendas
| Year | Receitas (nominal) | Ref    |
| ---- | ------------------ | ------ |
| 2022 | $601,694,000,000   | [ 12 ] |
| 2021 | $594,952,000,000   | [ 12 ] |
| 2020 | $466,237,000,000   | [ 13 ] |
| 2019 | $422,237,000,000   | [ 13 ] |
| 2018 | $481,090,000,000   | [ 14 ] |
| 2017 | $420,390,000,000   | [ 14 ] |
| 2016 | $345,850,000,000   | [ 14 ] |
| 2015 | $335,170,000,000   | [ 15 ] |
| 2014 | $335,840,000,000   | [ 15 ] |
| 2013 | $305,580,000,000   | [ 15 ] |
| 2012 | $291,560,000,000   | [ 15 ] |
| 2011 | $299,520,000,000   | [ 15 ] |
| 2010 | $298,320,000,000   | [ 15 ] |
| 2009 | $226,310,000,000   | [ 15 ] |
| 2008 | $280,000,000,000   |        |
| 2007 | $255,600,000,000   | [ 16 ] |
| 2006 | $247,700,000,000   | [ 16 ] |
| 2005 | $227,000,000,000   | [ 15 ] |
| 2004 | $213,000,000,000   | [ 15 ] |
| 2000 | $204,000,000,000   | [ 15 ] |
| 1995 | $144,000,000,000   | [ 15 ] |
| 1992 | $60,000,000,000    | [ 15 ] |
| 1990 | $51,000,000,000    | [ 15 ] |
| 1987 | $33,000,000,000    | [ 15 ] |

| Industry sector            | Receitas        | Market share | Ref    |
| -------------------------- | --------------- | ------------ | ------ |
| Memória                    | $124 bilhões    | 30%          | [ 17 ] |
| Lógica                     | $102.2 bilhões  | 25%          | [ 17 ] |
| Microprocessador           | $63.9 bilhões   | 16%          | [ 17 ] |
| Semicondutores de potência | $36.8 bilhões   | 9%           | [ 18 ] |
| Total                      | $420.39 bilhões | 100%         |        |

### Quota de mercado
| Setor industrial                        | Quota de mercado |
| --------------------------------------- | ---------------- |
| Equipamentos informáticos e periféricos | 32,3%            |
| Eletrônicos de consumo                  | 21,2%            |
| Equipamento de telecomunicações         | 16,5%            |
| Eletrônica industrial                   | 14,3%            |
| Indústria de defesa e espaço            | 11,5%            |
| Tecnologia de transporte                | 4,2%             |

## Maiores empresas
| Rank | 2021     | 2020     | 2018     | 2017     | 2011     | 2006      | 2000     | 1995       | 1992       | 1990       | 1986    | 1985      | 1975     |
| ---- | -------- | -------- | -------- | -------- | -------- | --------- | -------- | ---------- | ---------- | ---------- | ------- | --------- | -------- |
| 1    | Samsung  | Intel    | Samsung  | Samsung  | Intel    | Intel     | Intel    | Intel      | NEC        | NEC        | NEC     | NEC       | TI       |
| 2    | Intel    | Samsung  | Intel    | Intel    | Samsung  | Samsung   | Toshiba  | NEC        | Toshiba    | Toshiba    | Toshiba | TI        | Motorola |
| 3    | SK Hynix | TSMC     | SK Hynix | TSMC     | TSMC     | TI        | NEC      | Toshiba    | Intel      | Hitachi    | Hitachi | Motorola  | Philips  |
| 4    | Micron   | SK Hynix | TSMC     | SK Hynix | TI       | Toshiba   | Samsung  | Hitachi    | Motorola   | Intel      | ?       | Hitachi   | ?        |
| 5    | Qualcomm | Micron   | Micron   | Micron   | Toshiba  | ST        | TI       | Motorola   | Hitachi    | Motorola   | ?       | Toshiba   | ?        |
| 6    | Nvidia   | Qualcomm | Broadcom | Broadcom | Renesas  | Renesas   | Motorola | Samsung    | TI         | Fujitsu    | ?       | Fujitsu   | ?        |
| 7    | Broadcom | Broadcom | Qualcomm | Qualcomm | Qualcomm | Hynix     | ST       | TI         | ?          | Mitsubishi | ?       | Philips   | ?        |
| 8    | TI       | Nvidia   | Toshiba  | TI       | ST       | Freescale | Hitachi  | IBM        | Mitsubishi | TI         | ?       | Intel     | ?        |
| 9    | Mediatek | TI       | TI       | Toshiba  | Hynix    | NXP       | Infineon | Mitsubishi | ?          | Philips    | ?       | National  | ?        |
| 10   | AMD      | Infineon | Nvidia   | Nvidia   | Micron   | NEC       | Philips  | Hyundai    | ?          | Panasonic  | ?       | Panasonic | ?        |

| Name                   | Country        | Manufacturer type | Hardware products                                                                  |
| ---------------------- | -------------- | ----------------- | ---------------------------------------------------------------------------------- |
| Samsung Electronics    | Coreia do Sul  | IDM               | NAND flash memory, DRAM, CMOS sensor, RF transceivers, OLED display, SSD           |
| Intel                  | Estados Unidos | IDM               | x86-64 microprocessor, GPU, SSD, DRAM                                              |
| TSMC                   | Taiwan         | Pure-play         |                                                                                    |
| SK Hynix               | Coreia do Sul  | IDM               | flash memory, DRAM, SSD, CMOS sensor                                               |
| Micron                 | Estados Unidos | IDM               | DRAM, NAND flash, SSD, NOR flash, Managed NAND, multichip packages                 |
| Qualcomm               | Estados Unidos | Fabless           | RF module, digital signal processor, Snapdragon system on chip                     |
| Broadcom               | Estados Unidos | Fabless           | Broadband/Wi-Fi/Bluetooth modems, Custom DSP & ARM CPUs                            |
| Kioxia                 | Japão          | IDM               | NAND flash memory, SSD                                                             |
| Texas Instruments (TI) | Estados Unidos | IDM               | Microcontroller, SoC, DSP, Amplifiers, data converters                             |
| Analog Devices         | Estados Unidos | IDM               | Amplifiers, data converters, audio & video products, RF & microwave, sensors, MEMS |
| Microchip              | Estados Unidos | IDM               | Microcontrollers and analog semiconductors                                         |
| NXP                    | Países Baixos  | IDM               | PMIC, Media processor, MIFARE, LPC                                                 |
| MediaTek               | Taiwan         | Fabless           | SoC, chipset, CPU, GPU, DSP                                                        |
| Infineon               | Alemanha       | IDM               | Microcontrollers and power semiconductor devices                                   |
| Bosch                  | Alemanha       | IDM               |                                                                                    |
| STMicroelectronics     | França/ Itália | IDM               | ASIC, Microcontrollers                                                             |
| Sony                   | Japão          | IDM               | Active-pixel sensor, NAND flash memory                                             |
| ARM                    | Reino Unido    | Fabless           | Microprocessor                                                                     |
| AMD                    | Estados Unidos | Fabless           | x86-64 CPU, GPU, motherboard chipset, SDRAM                                        |
| Nvidia                 | Estados Unidos | Fabless           | GPU                                                                                |
| ON Semiconductor       | Estados Unidos | IDM               |                                                                                    |
| UMC                    | Taiwan         | Pure-play         |                                                                                    |
| Apple                  | Estados Unidos | Fabless           | Apple silicon                                                                      |
| IBM                    | Estados Unidos | Fabless           | IBM Power microprocessors, z/Architecture                                          |
| Mitsubishi Electric    | Japão          | IDM               | Power semiconductor devices                                                        |
| Tower Semiconductor    | Israel         | IDM               |                                                                                    |
| Xilinx                 | Estados Unidos | Fabless           | programmable logic device                                                          |
| SMIC                   | China          | Pure-play         |                                                                                    |
| Nordic Semiconductor   | Noruega        | Fabless           | Bluetooth, Wifi, Low Power Cellular                                                |

Notas:
- Fundições puras – São especializadas em serviços de fundição . Podem ou não oferecer serviços de design a terceiros, bem como serviços de confecção de máscaras ( fotomáscaras ), embalagens de semicondutores e testes, que também podem ser terceirizados para outras empresas. Um exemplo é a TSMC, que oferece serviços de design, teste e embalagem, a TCE photomasks, que oferece apenas serviços de confecção de máscaras, e a ChipMOS, que oferece apenas serviços de embalagem e teste.
- IDMs ( fabricantes de dispositivos integrados ) – Podem ou não oferecer serviços de fundição.
- Fornecedores Fabless – Não oferecem serviços de fundição. Eles podem ou não oferecer serviços de design a terceiros.

## Vendas
Os fabricantes sediados nos seguintes locais são os líderes de vendas nos setores de fundição pura, IDM (fabricação de dispositivos integrados), fabricação sem fábrica e OSAT (montagem e teste terceirizados de semicondutores) da indústria.
| Classificação | Fundição       | IDM            | Fabless        | OSAT           |
| ------------- | -------------- | -------------- | -------------- | -------------- |
| 1             | Taiwan         | Estados Unidos | Estados Unidos | Taiwan         |
| 2             | Estados Unidos | Coreia do Sul  | Taiwan         | Estados Unidos |
| 3             | China          | Japão          | China          | China          |
| 4             | Coreia do Sul  | União Europeia | União Europeia | Singapura      |
| 5             | Israel         | Taiwan         | Japão          | Japão          |

Observe que os fabricantes sediados nos Estados Unidos possuem fábricas em todo o mundo, incluindo mais de 50% nas Américas, 39% na região Ásia-Pacífico (incluindo 9% no Japão) e 9% na Europa.